# Aavesha
Aavesha er en indisk film fra 1990 af Peraala.

## Medvirkende
- Shankar Nag
- Devaraj
- Bhavya
- Geetha
- Ramkumar
- Doddanna
- Ramesh Bhat
- Shivaranjini